# Piaseczno (powiat drawski)
Piaseczno (niem. Blumenwerder) – wieś sołecka w Polsce położona w województwie zachodniopomorskim, w powiecie drawskim, w gminie Czaplinek. W latach 1975–1998 miejscowość administracyjnie należała do województwa koszalińskiego. W roku 2007 wieś liczyła 100 mieszkańców.

## Geografia
Wieś leży ok. 11 km na północny zachód od Czaplinka, nad jeziorem Piasecznik Wielki, ok. 700 m na południe od jeziora Drawsko.

## Historia
W 1361 mistrz zakonu joannitów Hermann von Wereberge wydał przywilej, na mocy którego przekazał wieś jako lenno braciom Ludekinowi i Georgowi von der Goltz. Była to pierwsza wzmianka o tej miejscowości, która powstała zapewne w połowie XIV wieku. Ród ten posiadał tu zamek Arendsburg, który zniszczyły przypuszczalnie wojska księcia pomorskiego Swantibora w 1378.

## Zabytki
Do wojewódzkiego rejestru zabytków wpisany jest:
- kościół ewangelicki, obecnie pw. Najświętszej Maryi Panny Wspomożenia Wiernych z XVII wieku, filialny, rzymskokatolicki należący do parafii pw. Matki Boskiej Różańcowej w Siemczynie, dekanatu Barwice, diecezji koszalińsko-kołobrzeskiej, metropolii szczecińsko-kamieńskiej.